# 14e cérémonie des Phoenix Film Critics Society Awards
La 14e cérémonie des Phoenix Film Critics Society Awards (PFCS Awards), décernés par la Phoenix Film Critics Society, a eu lieu le 17 décembre 2013, et a récompensé les films réalisés dans l'année,,.

## Palmarès

### Meilleur film
- Twelve Years a Slave
  - American Bluff (American Hustle)
  - Capitaine Phillips (Captain Phillips)
  - Dallas Buyers Club
  - Dans l'ombre de Mary (Saving Mr. Banks)
  - Gravity
  - Mud : Sur les rives du Mississippi (Mud)
  - Nebraska
  - Philomena
  - States of Grace (Short Term 12)

### Meilleur réalisateur
- Alfonso Cuarón pour Gravity
  - Paul Greengrass pour Capitaine Phillips (Captain Phillips)
  - John Lee Hancock pour Dans l'ombre de Mary (Saving Mr. Banks)
  - Steve McQueen pour Twelve Years a Slave
  - Alexander Payne pour Nebraska

### Meilleur acteur
- Matthew McConaughey pour le rôle de Ron Woodroof dans Dallas Buyers Club
  - Bruce Dern pour le rôle de Woody Grant dans Nebraska
  - Chiwetel Ejiofor pour le rôle de Solomon Northup dans Twelve Years a Slave
  - Tom Hanks pour le rôle du capitaine Richard Phillips dans Capitaine Phillips (Captain Phillips)
  - Robert Redford pour le rôle de l'homme dans All Is Lost

### Meilleure actrice
- Cate Blanchett pour le rôle de Jasmine dans Blue Jasmine
  - Sandra Bullock pour le rôle du Dr Ryan Stone dans Gravity
  - Judi Dench pour le rôle de Philomena Lee dans Philomena
  - Meryl Streep pour le rôle de Violet Weston dans Un été à Osage County (August: Osage County)
  - Emma Thompson pour le rôle de Pamela L. Travers dans Dans l'ombre de Mary (Saving Mr. Banks)

### Meilleur acteur dans un second rôle
- Jared Leto pour le rôle de Rayon dans Dallas Buyers Club
  - Michael Fassbender pour le rôle d'Edwin Epps dans Twelve Years a Slave
  - James Gandolfini pour le rôle d'Albert dans All About Albert (Enough Said)
  - Tom Hanks pour le rôle de Walt Disney dans Dans l'ombre de Mary (Saving Mr. Banks)
  - Matthew McConaughey pour le rôle de Mud dans Mud : Sur les rives du Mississippi (Mud)
  - Sam Rockwell dans le rôle d'Owen dans Cet été-là (The Way Way Back)

### Meilleure actrice dans un second rôle
- Lupita Nyong'o pour le rôle de Patsey dans Twelve Years a Slave
  - Jennifer Lawrence pour le rôle de Rosalyn Rosenfeld dans American Bluff (American Hustle)
  - Julia Roberts pour le rôle de Barbara Weston dans Un été à Osage County (August: Osage County)
  - June Squibb pour le rôle de Kate Grant dans Nebraska
  - Oprah Winfrey pour le rôle de Gloria Gaines dans Le Majordome (The Butler)

### Meilleur jeune acteur
- Tye Sheridan pour le rôle d'Ellis dans Mud : Sur les rives du Mississippi (Mud)
  - Asa Butterfield pour le rôle d'Andrew "Ender" Wiggin dans La Stratégie Ender (Ender's Game)
  - Liam James pour le rôle de Duncan dans Cet été-là (The Way Way Back)
  - Nick Robinson pour le rôle de Joe Toy dans The Kings of Summer

### Meilleure jeune actrice
- Sophie Nélisse pour le rôle de Liesel Meminger dans La Voleuse de livres (The Book Thief)
  - Annie Rose Buckley pour le rôle de Pamela L. Travers enfant dans Dans l'ombre de Mary (Saving Mr. Banks)
  - Kaitlyn Dever pour le rôle de Jayden dans States of Grace (Short Term 12)
  - Annika Wedderkopp pour le rôle de Klara dans La Chasse (Jagten)

### Meilleure distribution
- American Bluff (American Hustle)
  - Cet été-là (The Way Way Back)
  - Dans l'ombre de Mary (Saving Mr. Banks)
  - Un été à Osage County (August: Osage County)
  - Twelve Years a Slave

### Meilleur espoir devant la caméra
- Oscar Isaac – Inside Llewyn Davis
  - Liam James – Cet été-là (The Way Way Back)
  - Michael B. Jordan – Fruitvale Station
  - Brie Larson – States of Grace (Short Term 12)
  - Lupita Nyong'o – Twelve Years a Slave
  - June Squibb – Nebraska

### Meilleur espoir derrière la caméra
- Lake Bell – In a World…
  - Ryan Coogler – Fruitvale Station
  - Joseph Gordon-Levitt – Don Jon
  - Jeff Nichols – Mud : Sur les rives du Mississippi (Mud)
  - Jordan Vogt-Roberts – The Kings of Summer

### Meilleur scénario original
- Nebraska – Bob Nelson
  - Gravity – Alfonso Cuarón, Jonás Cuarón et Rodrigo García
  - Inside Llewyn Davis – Ethan et Joel Coen
  - Mud : Sur les rives du Mississippi (Mud) – Jeff Nichols

### Meilleur scénario adapté
- Twelve Years a Slave – John Ridley
  - Capitaine Phillips (Captain Phillips) – Billy Ray
  - Philomena – Jeff Pope et Steve Coogan
  - Un été à Osage County (August: Osage County) – Tracy Letts

### Meilleurs décors
- Gravity
  - Dans l'ombre de Mary (Saving Mr. Banks)
  - Gatsby le Magnifique (The Great Gatsby)
  - Le Monde fantastique d'Oz (Oz: the Great and Powerful)
  - Twelve Years a Slave

### Meilleurs costumes
- American Bluff (American Hustle)
  - 42
  - Dans l'ombre de Mary (Saving Mr. Banks)
  - Gatsby le Magnifique (The Great Gatsby)
  - Twelve Years a Slave

### Meilleure photographie
- Gravity – Emmanuel Lubezki
  - Gatsby le Magnifique (The Great Gatsby) – Simon Duggan
  - Inside Llewyn Davis – Bruno Delbonnel
  - Nebraska – Phedon Papamichael
  - Twelve Years a Slave – Sean Bobbitt

### Meilleur montage
- Gravity – Alfonso Cuaron et Mark Sanger
  - American Bluff (American Hustle) – Alan Baumgarten (en), Jay Cassidy et  Crispin Struthers
  - Capitaine Phillips (Captain Phillips) – Christopher Rouse
  - Rush – Daniel P. Hanley et Mike Hill
  - Twelve Years a Slave – Joe Walker

### Meilleurs effets visuels
- Gravity
  - Jack le chasseur de géants (Jack the Giant Slayer)
  - Oblivion
  - Star Trek Into Darkness

### Meilleures cascades
- Fast and Furious 6
  - Oblivion
  - Star Trek Into Darkness

### Meilleure chanson originale
- Let It Go – La Reine des neiges (Frozen)
  - Please Mr. Kennedy – Inside Llewyn Davis
  - Young and Beautiful – Gatsby le Magnifique (The Great Gatsby)

### Meilleure musique de film
- La Reine des neiges (Frozen) – Christophe Beck
  - Dans l'ombre de Mary (Saving Mr. Banks) – Thomas Newman
  - Le Hobbit : La Désolation de Smaug (The Hobbit: The Desolation of Smaug) – Howard Shore
  - Twelve Years a Slave – Hans Zimmer

### Meilleur film en langue étrangère
- La Vie d'Adèle  France  Belgique  Espagne
  - Blancanieves  Espagne
  - The Grandmaster  Hong Kong
  - La Chasse (Jagten)  Danemark
  - Populaire  France

### Meilleur film d'animation
- La Reine des neiges (Frozen)
  - Moi, moche et méchant 2 (Despicable Me 2)
  - Monstres Academy (Monsters University)
  - Le vent se lève (風立ちぬ, Kaze tachinu)

### Meilleur film documentaire
- Twenty Feet from Stardom
  - The Act of Killing (Jagal)
  - Blackfish
  - Stories We Tell
  - We Steal Secrets: The Story of WikiLeaks

### Meilleur film familial en prises de vues réelles
- Le Monde fantastique d'Oz (Oz: the Great and Powerful)
  - One Direction: This Is Us
  - Percy Jackson : La Mer des monstres (Percy Jackson: Sea of Monsters)
  - Les Schtroumpfs 2 (The Smurfs 2)

### Meilleur film passé inaperçu
(ex æquo)
- The Kings of Summer
- The Spectacular Now
  - In a World…
  - Jack le chasseur de géants (Jack the Giant Slayer)
  - Beaucoup de bruit pour rien (Much Ado About Nothing)
  - States of Grace (Short Term 12)